# Callenberger Forst-West

Lage des gemeindefreien Gebiets Callenberger Forst-West und Köllnholz im Landkreis Coburg

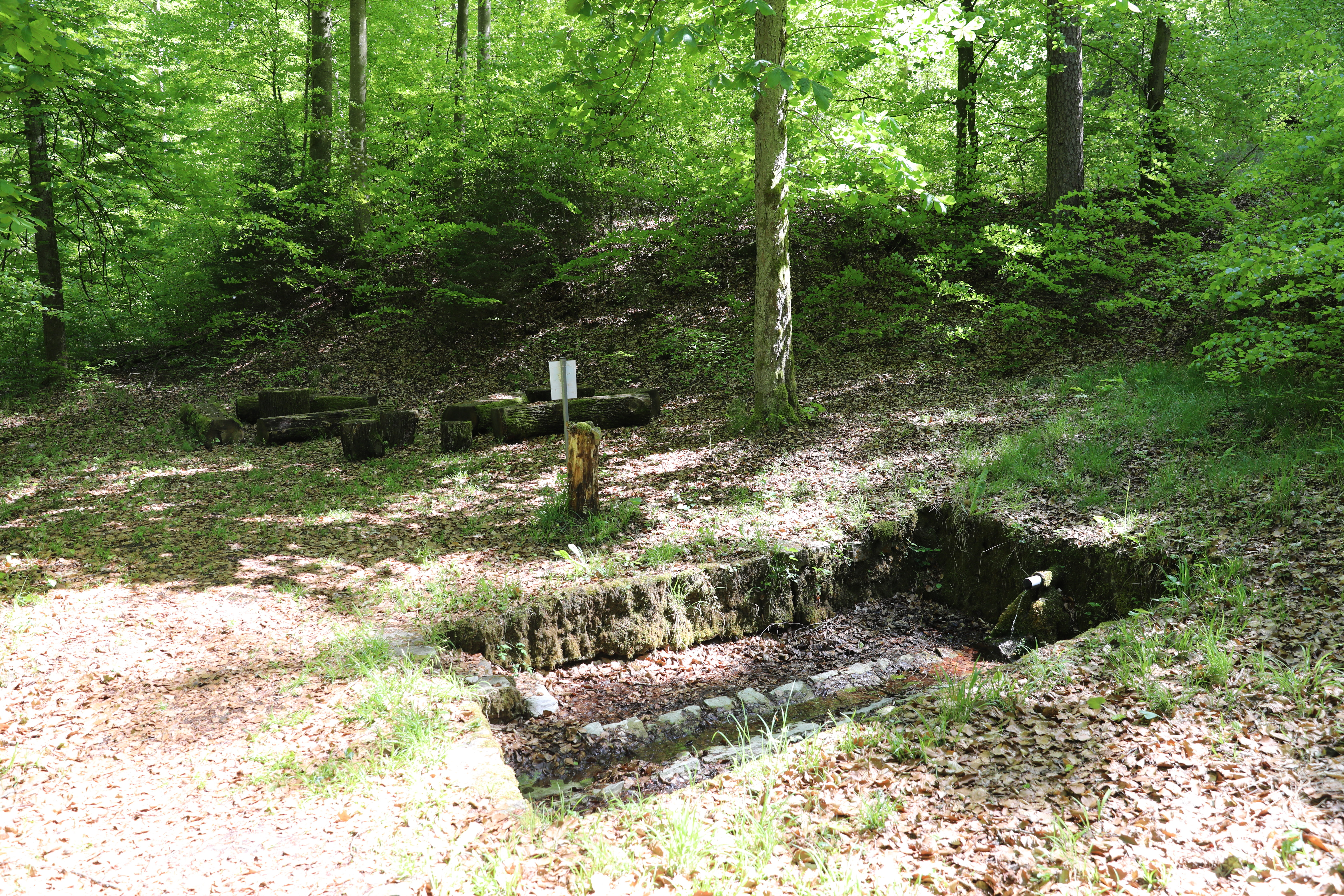
Quelle Kühler Born

Das gemeindefreie Gebiet Callenberger Forst-West liegt im oberfränkischen Landkreis Coburg.
Der 2,32 km² große Staatsforst liegt zwischen Bad Rodach, Meeder, Weitramsdorf und Köllnholz. 